# 奥休斯·杰弗斯
奥休斯·杰弗斯（英語：Othyus Jeffers，1985年8月5日—），美国NBA联盟职业篮球运动员。